# Kansas City Hi-Spots
I Kansas City Hi-Spots furono una squadra professionistica di pallacanestro con sede a Kansas City, nel Missouri. Fondata nel 1950, giocò nella NPBL nella stagione 1950-51. L'impianto di gioco delle partite casalinghe era la Pla-Mor Arena.
La squadra fallì durante la stagione e venne classificata al quarto posto nella Western Division.

## Stagioni
| Stagione | Lega | Denominazione        | V | P  | %    | Piazzamento | Play-off |
| -------- | ---- | -------------------- | - | -- | ---- | ----------- | -------- |
| 1950-51  | NPBL | Kansas City Hi-Spots | 4 | 19 | 17,4 | 4º          | -        |